# Diócesis de Buta
La diócesis de Buta (en latín: Dioecesis Butana y en francés: Diocèse de Buta) es una circunscripción eclesiástica de la Iglesia católica en la República Democrática del Congo. Se trata de una diócesis latina, sufragánea de la arquidiócesis de Kisangani. Desde el 17 de mayo de 2021 es sede vacante y su administrador apostólico es el obispo Jean-Bertin Nadonye Ndongo, de la Orden de los Hermanos Menores Capuchinos.

## Territorio y organización
La diócesis tiene 60 000 km² y extiende su jurisdicción sobre los fieles católicos de rito latino residentes en los territorios de Aketi, Buta y Bambesa y parte de los de Bondo y de Poko en la provincia de Bajo Uele.
La sede de la diócesis se encuentra en la ciudad de Buta, en donde se halla la Catedral de San José.
En 2020 en la diócesis existían 16 parroquias.

## Historia
La prefectura apostólica de Uéllé fue erigida el 12 de mayo de 1898, obteniendo el territorio del vicariato apostólico de Léopoldville (hoy arquidiócesis de Kinsasa), y encomendada al cuidado pastoral de los premonstratenses.
El 16 de junio de 1910 se amplió con porciones de territorio cedida por el vicariato apostólico de África Central (hoy arquidiócesis de Jartum) mediante el decreto Quum inter de la Congregación de Propaganda Fide.
El 18 de diciembre de 1911 cedió una parte de su territorio para la erección de la prefectura apostólica de Uéllé Oriental (hoy diócesis de Isiro-Niangara) mediante el decreto Quo uberior y al mismo tiempo asumió el nombre de prefectura apostólica de Uéllé Occidental.
El 15 de abril de 1924 la prefectura apostólica fue elevada a vicariato apostólico con el breve Ut in praefectura del papa Pío XI.
El 10 de marzo de 1926, en virtud del breve Admonet supremi del papa Pío XI, cedió otra parte de su territorio para la erección de la prefectura apostólica de Bondo (hoy diócesis de Bondo) y al mismo tiempo cambió su nombre a la prefectura apostólica de Buta.
El 22 de febrero de 1937 cedió otra porción de territorio para la erección de la prefectura apostólica de Lolo (hoy diócesis de Lolo) mediante la bula Quo facilius del papa Pío XI.
El 10 de noviembre de 1959 el vicariato apostólico fue elevado a diócesis con la bula Cum parvulum del papa Juan XXIII.

## Estadísticas
Según el Anuario Pontificio 2021 la diócesis tenía a fines de 2020 un total de 331 270 fieles bautizados.
| Año                                                                             | Población            | Población | Población      | Sacerdotes | Sacerdotes    | Sacerdotes    | Bautizados por sacerdote | Diáconos permanentes | Religiosos | Religiosos | Parroquias |
| Año                                                                             | Bautizados católicos | Total     | % de católicos | Total      | Clero secular | Clero regular | Bautizados por sacerdote | Diáconos permanentes | Varones    | Mujeres    | Parroquias |
| ------------------------------------------------------------------------------- | -------------------- | --------- | -------------- | ---------- | ------------- | ------------- | ------------------------ | -------------------- | ---------- | ---------- | ---------- |
| 1950                                                                            | 44 848               | 225 000   | 19.9           | 57         | 5             | 52            | 786                      |                      | 108        | 102        |            |
| 1958                                                                            | 53 575               | 224 455   | 23.9           | 62         | 9             | 53            | 864                      |                      | 6          | 18         | 17         |
| 1969                                                                            | 70 000               | 238 000   | 29.4           | 18         | 8             | 10            | 3888                     |                      | 18         | 49         | 9          |
| 1980                                                                            | 135 278              | 288 855   | 46.8           | 21         | 12            | 9             | 6441                     |                      | 17         | 51         | 16         |
| 1990                                                                            | 165 200              | 325 000   | 50.8           | 25         | 16            | 9             | 6608                     |                      | 11         | 56         | 17         |
| 1995                                                                            | 189 850              | 259 000   | 73.3           | 31         | 24            | 7             | 6124                     |                      | 9          | 53         | 17         |
| 2012                                                                            | 264 000              | 422 000   | 62.6           | 11         | 10            | 1             | 24 000                   |                      | 2          | 39         | 16         |
| 2015                                                                            | 285 000              | 455 000   | 62.6           | 8          | 8             |               | 35 625                   |                      |            | 28         | 16         |
| 2018                                                                            | 311 000              | 497 000   | 62.6           | 9          | 9             |               | 34 555                   |                      |            | 28         | 16         |
| 2020                                                                            | 331 270              | 528 380   | 62.7           | 9          | 9             |               | 36 807                   |                      |            | 28         | 16         |
| Fuente: Catholic-Hierarchy, que a su vez toma los datos del Anuario Pontificio. |                      |           |                |            |               |               |                          |                      |            |            |            |

## Episcopologio
- Leo Dérikx, O. Praem. † (1898-1924 renunció)
- Charles Alphonse Armand Vanuytven, O. Praem. † (6 de mayo de 1924-diciembre de 1952 renunció)
- Georges Désiré Raeymaeckers, O. Praem. † (4 de febrero de 1953-10 de octubre de 1960 falleció)
- Jacques Mbali † (4 de julio de 1961-27 de septiembre de 1996 retirado)
- Joseph Banga Bane (27 de septiembre de 1996 por sucesión-17 de mayo de 2021 renunció)
  - Jean-Bertin Nadonye Ndongo, O.F.M.Cap.,[nota 1] desde el 17 de mayo de 2021 (administrador apostólico)